# CARMENES
CARMENES (Calar Alto high-Resolution search for M dwarfs with Exoearths with Near-infrared and optical Echelle Spectrographs) とは、スペインのカラル・アルト天文台CAHA 3.5メートル望遠鏡に設置された観測装置である。可視光線から近赤外線の波長領域をカバーする分光器で、太陽系外惑星や赤色矮星の研究に用いられている。

## 特徴
CARMENESはスペインとドイツの11の研究機関からなるコンソーシアムによって開発された。視線速度法（ドップラー分光法）を通じて太陽系外惑星を観測することを主な目的としている。
形態としてはエシェル回折格子を使用した高分解能分光器である。精密な測定を可能にするために、装置本体は減圧された低温の容器内に置かれ、温度と気圧を厳密に管理している。使用する際にはCAHA 3.5メートル望遠鏡のカセグレン焦点と光ファイバーで接続する。
CARMENESは、波長520ナノメートルの可視光から1710ナノメートルの近赤外線までのスペクトルを得ることができる。この波長は赤色矮星の観測に最適なものとして選ばれた。入射した光はビームスプリッターで960ナノメートルを境に短波長側（可視光チャンネル、VIS）と長波長側（近赤外チャンネル、NIR）の2つの独立した経路に分かれる。VISチャンネルは検出器として4k×4k画素CCDセンサー1枚、NIRチャンネルは2k×2k画素のHgCdTe検出器2枚を備える。波長のカバーはほぼ連続的だがNIRでは波長幅15ナノメートル以下のギャップが複数の箇所で生じる。波長分解能はVISチャンネルが R = 94,600、NIRチャンネルが R = 80,400 である。
視線速度の精度は、一例として、VISチャンネルで装置由来のジッターが秒速1.2メートル、光子限界や恒星由来の視線速度ノイズを加味した値で秒速3.56メートルという値がある。一方でNIRチャンネルではセンサーの不調に悩まされ、装置由来が秒速3.7メートル、他の要因を加味すると秒速8.4メートル程度となっている。

## 成果
CARMENESの科学的な観測は2016年1月1日に始まり、太陽系外惑星を視線速度法で検知することを目標に約300個の赤色矮星を対象としたサーベイを行っている。赤色矮星の惑星を検出するためには赤色矮星の活動性について知る必要があるが、CARMENESはその目的でも活用される。
Carmencita（CARMENes Cool dwarf Information and daTa Archive）はCARMENESのサーベイに際して編纂された天体カタログである。太陽系近傍にある約2000個の赤色矮星とそれらについての観測データを収録している。SIMBADではCarmencitaカタログに基づく天体名がKarmnの略称で登録されている。
2017年10月にCARMENESで視線速度を測定した最初の研究がarXivに投稿され、2018年2月に正式に出版された。この研究はVISチャンネルのデータを用いて既知の7つの惑星系の天体暦を更新したもので、VISチャンネルが既存の分光器HARPSやHIRESに匹敵する精度を発揮できることが確かめられた。